# Bourgoin-Jallieu
Bourgoin-Jallieu là một xã thuộc tỉnh Isère, vùng Auvergne-Rhône-Alpes đông nam nước Pháp. Xã này nằm ở khu vực có độ cao trung bình 254 mét trên mực nước biển.
Thị trấn có cự ly 35 km về phía đông đông nam thành phố Lyon. 

## Người dân địa phương nổi bật
- Jean-Pierre Andrevon, tác gia khoa học giả tưởng
- Brahim Asloum, võ sỹ quyền Anh
- Julien Bonnaire, tuyển thủ bong bầu dục
- Frédéric Dard, nhà văn
- Marc Cécillon, cầu thủ
- Yvon Gattaz, nhà kinh doanh
- Seyhan Kurt, nhà thơ, nhà văn
- Kévin Monnet-Paquet, cầu thủ bong đá

## Kết nghĩa
- Dunstable, Vương quốc Anh
- Rehau, Đức
- Mut, Thổ Nhĩ Kỳ
- Bergisch Gladbach, Đức
- Conselice, Italia
- Wujiang, Jiangsu, Trung Quốc
- Essouassi, Tunisia